# Don't Leave Me Alone (David Guetta)
Don't Leave Me Alone is een single van de Franse producer David Guetta samen met Britse zangeres Anne-Marie Nicholson. De single is de zesde single van David Guetta zijn 7de studioalbum genaamd 7.
De single werd een matige hit in Europa, in de Verenigde Staten brak het niet echt door.